# Distretto di Złotoryja
Il distretto di Złotoryja (in polacco powiat złotoryjski) è un distretto polacco appartenente al voivodato della Bassa Slesia.

## Geografia antropica

### Suddivisioni amministrative
Il distretto comprende 6 comuni.
- Comuni urbani: Wojcieszów, Złotoryja
- Comuni urbano-rurali: Świerzawa
- Comuni rurali: Pielgrzymka, Zagrodno, Złotoryja